# Chrozophora oblongifolia
Chrozophora oblongifolia är en törelväxtart som först beskrevs av Alire Raffeneau Delile, och fick sitt nu gällande namn av Adrien Henri Laurent de Jussieu och Spreng.. Chrozophora oblongifolia ingår i släktet Chrozophora och familjen törelväxter. Inga underarter finns listade i Catalogue of Life.